# König-Albert-Park

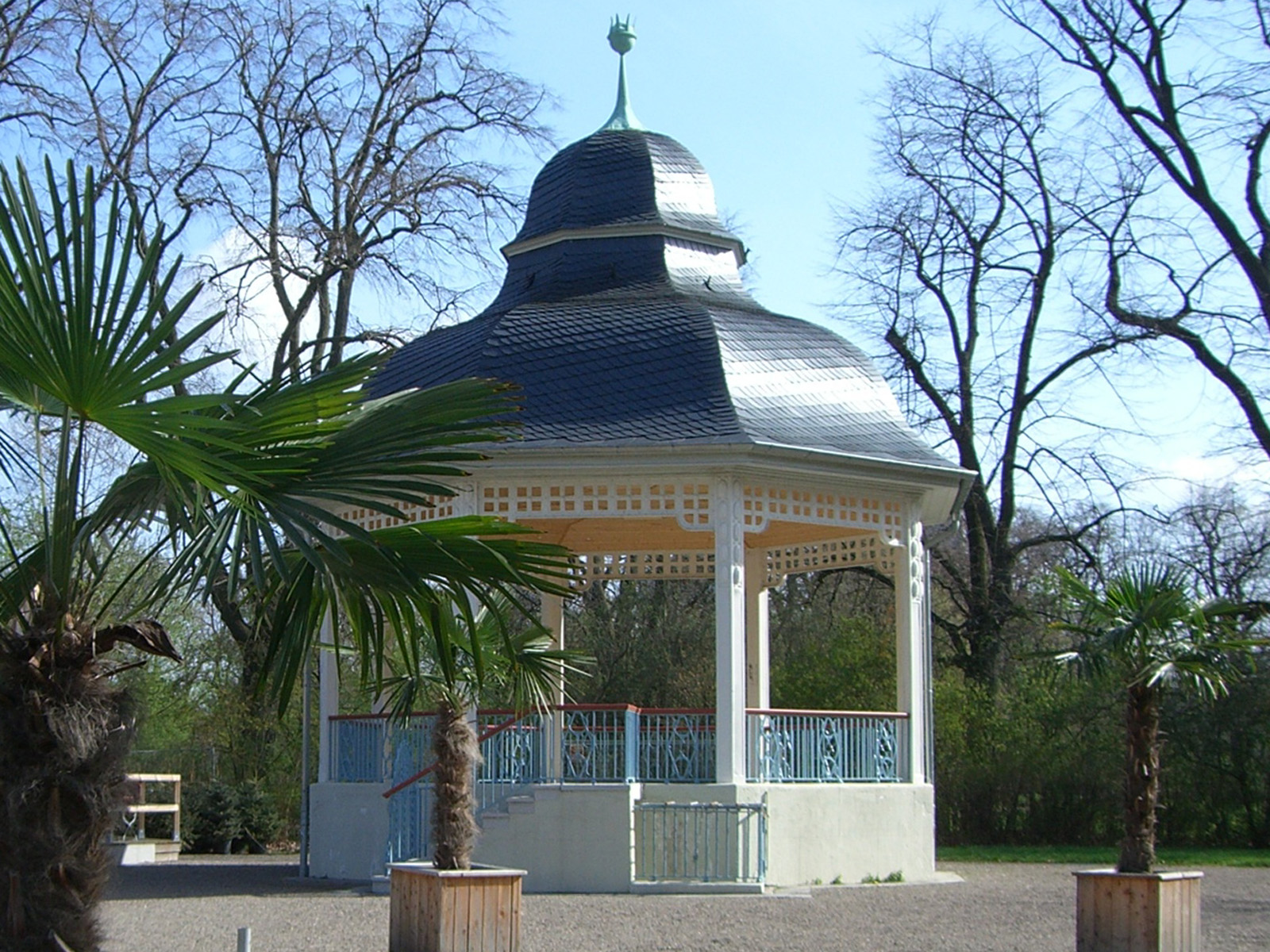
Der restaurierte Musikpavillon 2010
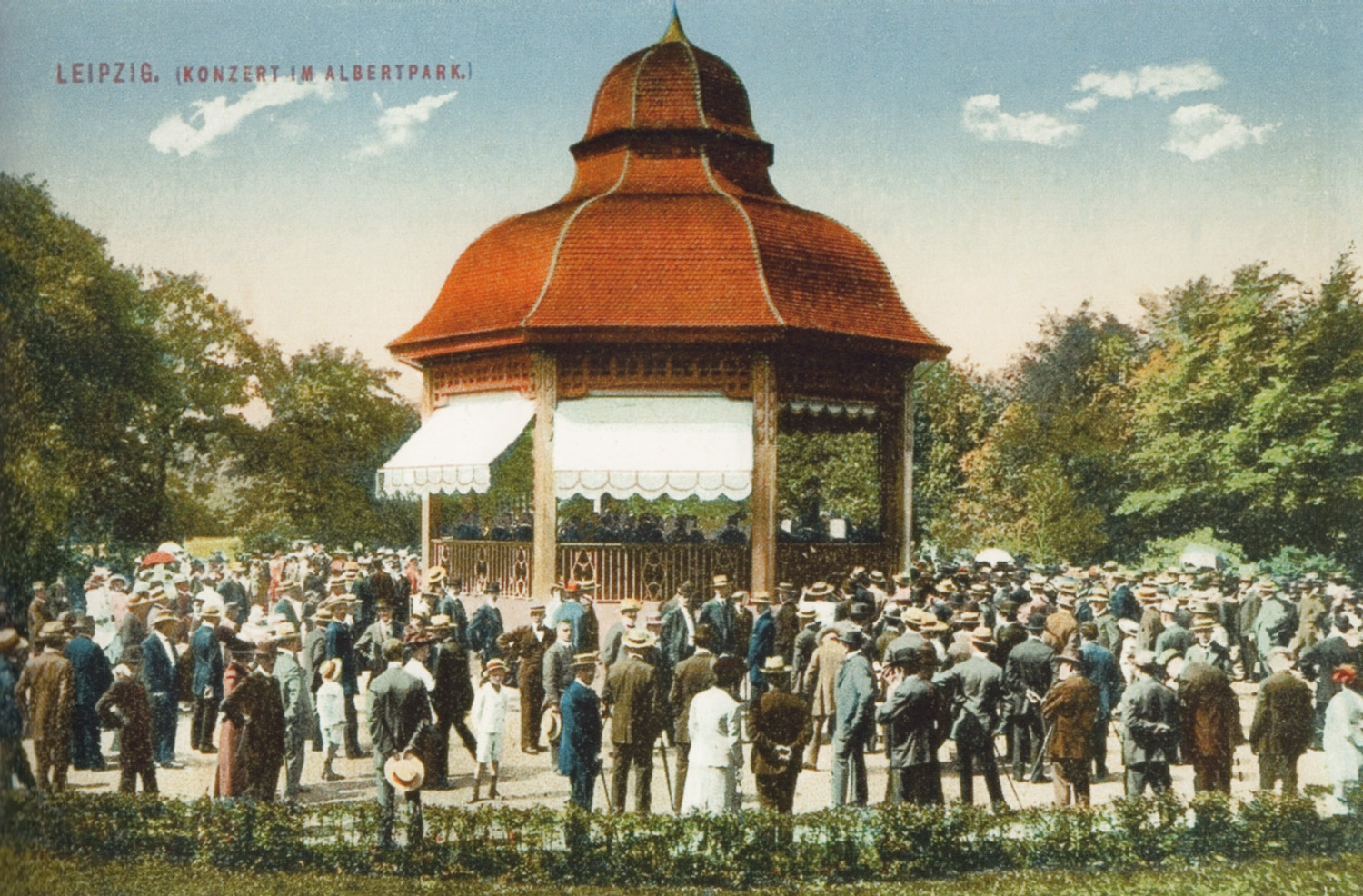
… und zu seiner Entstehungszeit

Der König-Albert-Park war eine etwa 30 Hektar große Grünanlage in Leipzig. Er ist inzwischen ein Teil des Clara-Zetkin-Parks.

## Lage
Der König-Albert-Park liegt etwa zwei Kilometer südwestlich des Leipziger Stadtzentrums. Er wird im Nordwesten  von der Käthe-Kollwitz-Straße (früher Plagwitzer Straße) begrenzt, im Norden von der Ferdinand-Lassalle-Straße (früher Bismarckstraße), im Osten von der Edvard-Grieg-Allee (früher Teil der Marschnerstraße) und der Karl-Tauchnitz-Straße, im Süden von Scheibenholz und Nonnenholz und im Westen vom Klingerweg (früher Teil des Nonnenwegs).
Das etwa in Nord-Süd-Richtung verlaufende Elsterflutbett teilt den König-Albert-Park in einen westlichen und einen östlichen Bereich. Senkrecht dazu verläuft die Hauptachse des Parks, die Anton-Bruckner-Allee (früher König-Albert-Allee), über die Sachsenbrücke und verbindet die Karl-Tauchnitz-Straße im Osten mit dem Klingerweg im Westen.

## Geschichte, Namen

Der Inselteich kurz nach seiner Entstehung

Der nach König Albert benannte Park entstand im Zusammenhang mit der  Sächsisch-Thüringischen Industrie- und Gewerbeausstellung 1897. Bereits für die Ausstellung wurden das Hauptwegenetz und die beiden großen Wasserflächen im Zuge der Anton-Bruckner-Allee bzw. südlich davon (heute Inselteich) angelegt.
Nach Beendigung der Ausstellung wurden die Ausstellungsgebäude abgebrochen und der Park fertiggestellt. Zur Anlage des Parks wurden nahezu 180.000 Goldmark aus dem Nachlass des Leipziger Kaufmanns Franz Dominic Grassi verwendet. Anlässlich des 25. Jahrestages der Thronbesteigung des sächsischen Landesherrn erhielt der Park den Namen König-Albert-Park. Nun waren die beiden älteren Parks, der nördliche Johannapark und der südliche Scheibenholzpark, über den König-Albert-Park verbunden.

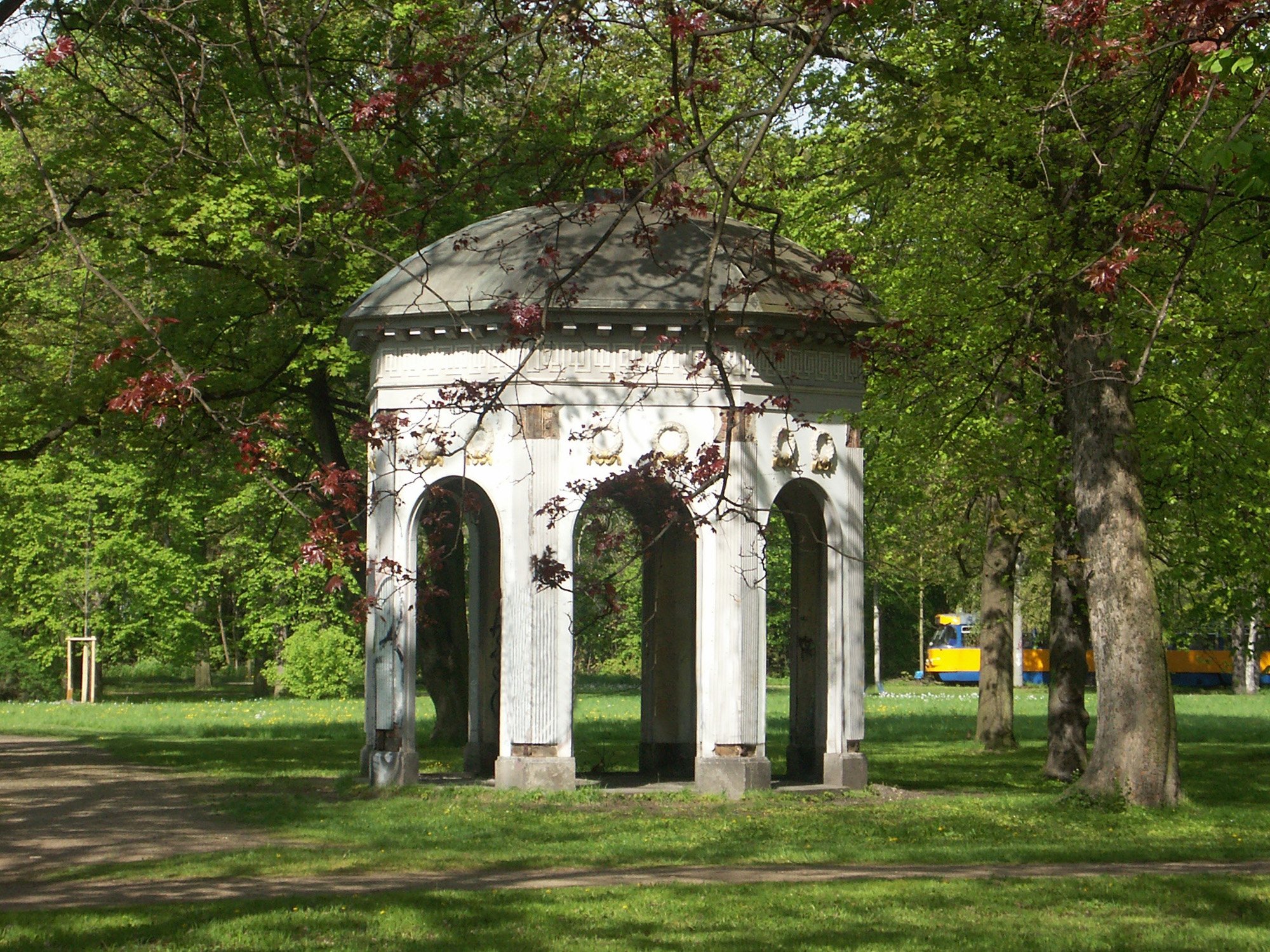
Pavillon aus Gerhards Garten

Die Gestaltung des Parks, einschließlich der Flächen westlich des Flutbettes, wurde in den Jahren nach der Ausstellung erst unter Gartendirektor Otto Wittenberg und ab 1901 unter seinem Nachfolger Carl Hampel fortgesetzt.
1908 erfolgte die Aufstellung des auch als Sonnentempel bezeichneten Pavillons aus Gerhards Garten, der im Zuge der Parzellierung dieser Anlage abgebaut werden musste und nun seinen neuen Standort im Bereich westlich des Flutbetts fand. Der Musikpavillon am heutigen Richard-Strauß-Platz wurde 1912 errichtet. Beide Pavillons sind heute noch erhalten. Im nordöstlichen Teil des Parks befindet sich seit 1929 das Franz-Schubert-Denkmal.
Nach Abdankung des sächsischen Königshauses 1918 wurde der Park unter Weglassung des Herrschertitels in Albertpark umbenannt.
Im Jahr 1955 wurde dieser mit dem Johannapark, dem Scheibenholzpark und dem Palmengarten zum Zentralen Kulturpark „Clara Zetkin“ (kurz Clara-Zetkin-Park) zusammengefasst und Gast-, Sport- und Kulturstätten errichtet. Im April 2011 beschloss die Stadt Leipzig, dass aus dem ehemaligen Albertpark zusammen mit dem bisherigen Scheibenholzpark der Clara-Zetkin-Park wird. Ein Antrag auf Rückbenennung in König-Albert-Park fand im Stadtrat keine Mehrheit.

## Heutige Situation

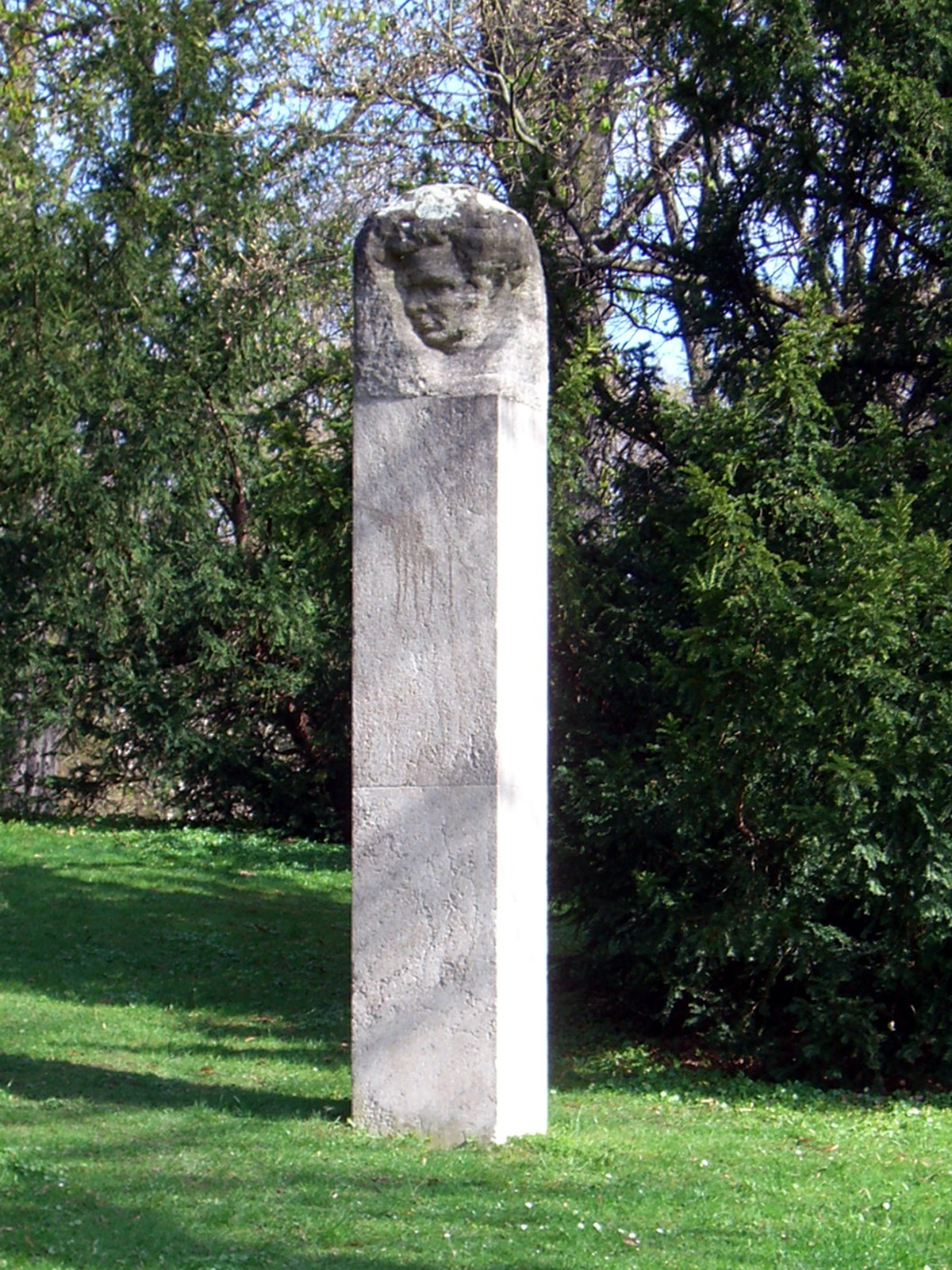
Schubert-Denkmal

Obwohl der Name König-Albert-Park gegenüber Clara-Zetkin-Park immer mehr in den Hintergrund tritt, stellt dieser Parkteil zusammen mit Johannapark und Rosental das Rückgrat der Naherholung in Leipzigs Zentrumsnähe dar. Dabei liegt neben der reinen Entspannung in der Natur ein Schwerpunkt auch auf der sportlichen Betätigung. Neben den Läufern auf den Parkwegen sind auf der asphaltierten Anton-Bruckner-Allee vor allem die Inline-Skater zu Hause. Im westlichen Teil des Parks betreibt der Betriebssportverein AOK Leipzig e. V. sein Zentrum für Gesundheitssport, in dem neben prophylaktischen Gesundheits- und Fitnesssport auch Reha-Sport angeboten wird. 4600 Vereinsmitglieder in 313 Sportgruppen werden betreut.  Eine moderne Minigolfanlage vervollständigt die Einrichtung. Ein Verein aus dem benachbarten Musikviertel betreut das Schachzentrum, wo in der warmen Jahreszeit der Denksport im Freien betrieben werden kann.
Alljährlich im Januar findet im ehemaligen König-Albert-Park und dem benachbarten Waldgebiet Nonne der Wintermarathon statt. Gelaufen werden 8 Runden mit 5 Kilometern und 1 Runde mit 1,95 Kilometern. Im März folgt der Frühjahrslauf mit Distanzen von 5 und 10 Kilometern und im Mai der Frauenlauf mit Distanzen von 2,5, 5 und 10 Kilometern.
An gastronomischen Einrichtungen gibt es neben dem viel besuchten, 2001 restaurierten Glashaus aus den 1950er Jahren ein neu errichtetes Café am historischen Musikpavillon sowie weitere Imbissmöglichkeiten.